# NGC 2850
NGC 2850 (również PGC 26452) – galaktyka soczewkowata (S0), znajdująca się w gwiazdozbiorze Hydry. Odkrył ją Édouard Jean-Marie Stephan 22 marca 1882 roku.